# Угаров Геннадій Юрійович
Геннадій Юрійович Угаров (нар. 3 грудня 1959, місто Мелітополь, тепер Запорізької області) — український діяч, редактор газети «Мелитопольские ведомости» Запорізької області. Народний депутат України 2-го скликання.

## Біографія
Народився у родині робітника. Після закінчення середньої школи і автомоторного технікуму — майстер на Ставропольському заводі автомобільних причепів РРФСР.
У 1980—1982 роках — служба в Радянській армії. Член КПРС.
У 1987 році закінчив історичний факультет Московської вищої комсомольської школи, викладач історії та суспільствознавства.
У 1987—1988 роках — в Красноярському крайовому комітеті ВЛКСМ.
У 1988—1990 роках — викладач історії професійно-технічного училища № 24 міста Мелітополя, інструктор Мелітопольського районного комітету КПУ.
З 1990 року — редактор газети «Мелитопольские ведомости» Запорізької області.
Народний депутат України 2-го демократичного скликання з .04.1994 (2-й тур) до .04.1998, Мелітопольський міський виборчий округ № 186, Запорізька область. Голова підкомітету з питань приватизації і власності Комітету з питань економічної політики та управління народного господарства, заступник голови Контрольної комісії Верховної ради України з питань приватизації. Член депутатської фракції «Соціально-ринковий вибір».
З січня 1996 по квітень 1997 року — член виконкому Ліберальної партії України (ЛПУ).

## Нагороди та звання
- державний службовець 4-го рангу (.07.1999)[1]